# Ledvattnet (Malå socken, Lappland)
Ledvattnet eller Ledfat är en sjö i Arvidsjaurs kommun, Malå kommun och Sorsele kommun i Lappland och ingår i Skellefteälvens huvudavrinningsområde. Sjön är 24 meter djup, har en yta på 39,1 kvadratkilometer och är belägen 408,2 meter över havet. Sjön avvattnas av vattendraget Skellefteälven.

## Delavrinningsområde
Ledvattnet ingår i det delavrinningsområde (726230-162895) som SMHI kallar för Utloppet av Ledvattnet. Medelhöjden är 443 meter över havet och ytan är 180,54 kvadratkilometer. Räknas de 379 avrinningsområdena uppströms in blir den ackumulerade arean 6 806,89 kvadratkilometer. Avrinningsområdets utflöde Skellefteälven mynnar i havet. Avrinningsområdet består mestadels av skog (62 procent) och sankmarker (13 procent). Avrinningsområdet har 39,43 kvadratkilometer vattenytor vilket ger det en sjöprocent på 21,8 procent.